# الأشعاب (السبرة)

تعديل مصدري - تعديل

الأشعاب هي إحدى قرى عزلة المساعدة بمديرية السبرة التابعة لمحافظة إب، بلغ تعداد سكانها 140 نسمة حسب تعداد اليمن لعام 2004.